# IC 4555
IC 4555 — галактика типу SBc () у сузір'ї Райський Птах.
Цей об'єкт міститься в оригінальній редакції індексного каталогу.